# Dias d'Ávila
Dias d'Ávila este un oraș în unitatea federativă Bahia (BA) din Brazilia.